# Ben Slingenberg
Ben Slingenberg (Oosterbeek, 1 mei 1954) is een in Veere woonachtige Nederlandse kinderboekenschrijver. Voordat hij kinderboeken ging schrijven, stond hij voor de klas. Door ziekte bleek hij echter niet meer in staat te zijn dit vak uit te oefenen, daarom is hij zich gaan richten op het schrijven van kinderboeken. Opvallend aan de boeken van Slingenberg is dat hij gevoelige onderwerpen in zijn kinderboeken niet schuwt.

## Prijzen
"Een e-mail van Lumie" werd in 2002 bekroond met de prijs Het Hoogste Woord en Slingenberg kreeg voor hetzelfde boek ook de Eigenwijsprijs.
- International Standard Name Identifier: 0000 0003 6886 8909
- Nederlandse Thesaurus van Auteursnamen: 21789870X
- Virtual International Authority File: 283461959
- WorldCat: E39PBJrgM6KKgKMPWGpPXCtFrq